# Stromberger Kreuztracht

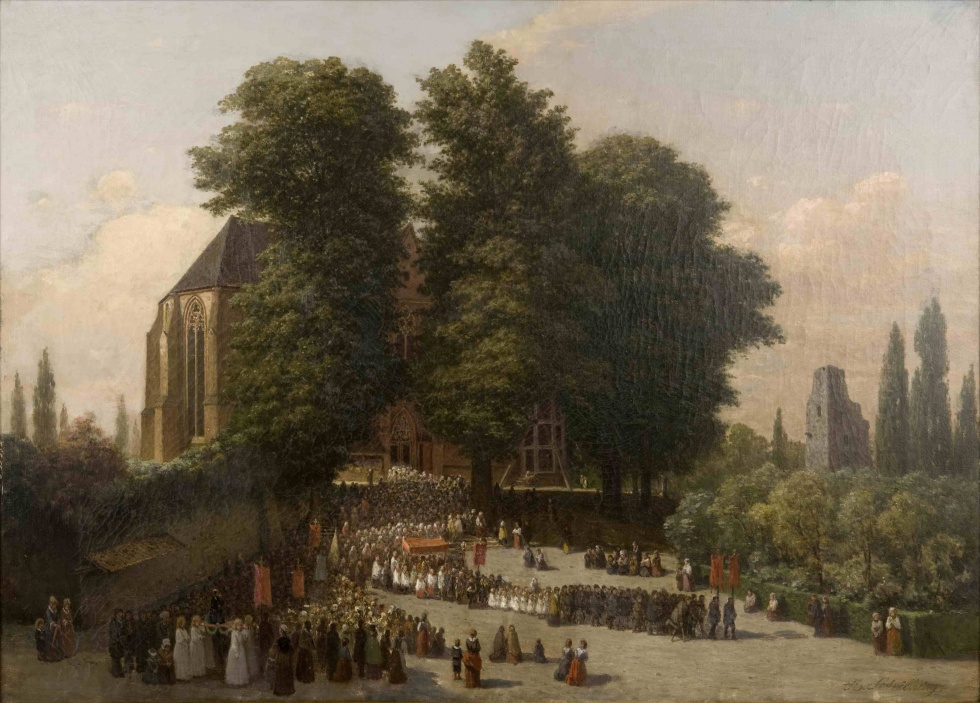
Heinrich Schilking: Die Prozession verlässt die Kreuzkirche von Stromberg, 1840

Die Stromberger Kreuztracht, auch die Große Kreuztracht genannt, ist eine Kreuztracht in Stromberg. Sie findet an einem Sonntag um den Johannistag statt und nicht am Karfreitag. Traditionell wird mit der ersten von vier Wallfahrten die Stromberger Wallfahrtszeit eröffnet. Es folgen der Großen Kreuztracht noch drei weitere, zwei im Juli und eine im September.

## Geschichte
Für eine Kreuztracht in Stromberg gibt es gesicherte Hinweise aus dem Spätmittelalter. Gegen Ende des 16. Jahrhunderts wird die Umtracht mit dem Kreuz als „alte Gewohnheit“ bezeichnet. In Norddeutschland in der Gegenreformation wurde diese dann stark belebt. Im Bistum Münster geschah dies im frühen 17. Jahrhundert und dann verstärkt nach dem Dreißigjährigen Krieg unter dem Fürstbischof Christoph Bernhard von Galen, der auch die Kreuztracht in Stromberg aufgriff und nach Kräften förderte. Er legte auch den kurzen Prozessionsweg fest. Diese führte über Wald- und Feldwege und war etwa 14 Kilometer lang. Erst 1989 wurde eine neue Streckenführung über festeren Untergrund auf einer Länge von zehn Kilometern gewählt. Der Weg war anfangs mit Holzkreuzen, die den Pilgern den Weg wiesen, markiert. Zum Wallfahrtsjubiläum im Jahr 1907 wurden von den Künstlern Anton Mormann und Christoph Siebe 14 Kreuzwegstationen mit steinernen Skulpturen geschaffen.

## Ablauf

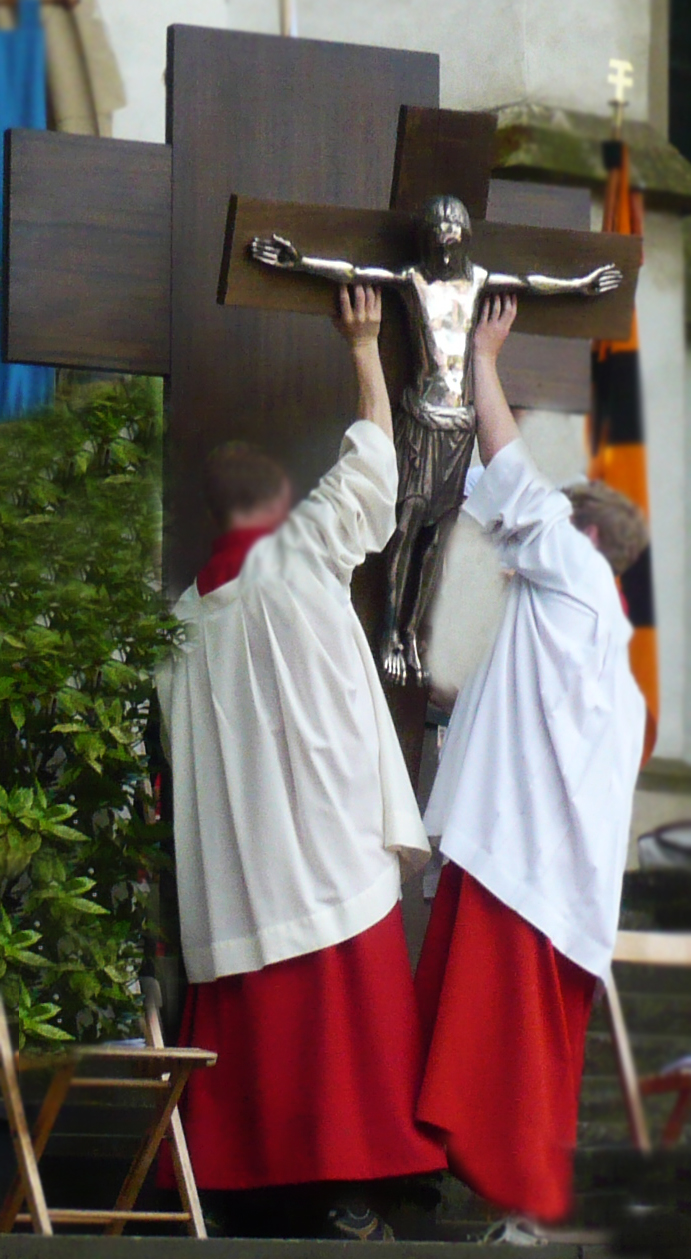
Das Heilige Kreuz wird bei der Heiligen Messe vor der Kreuzkirche aufgerichtet

In der Regel findet morgens um 6:30 Uhr eine Pilgermesse auf dem Burghof vor der Kreuzkirche statt. Dabei wird das Heilige Kreuz von den Pilgern verehrt. Dann formiert sich die Gemeinde zur Prozession, in deren Mitte das Heilige Kreuz getragen wird. Die Prozession führt in einem zehn Kilometer weiten Rundweg um den Stromberg und dauert mit einer kurzen Pause etwa zwei Stunden. Das Allerheiligste wird durch Stromberg getragen und von der Prozession zu den Stationen des Kreuzweges begleitet; bei jeder Kreuzwegstation werden die Gläubigen gesegnet. Anschließend wird in der Regel ein abschließendes Pontifikalamt vor der Kreuzkirche gefeiert.